# Lagoona

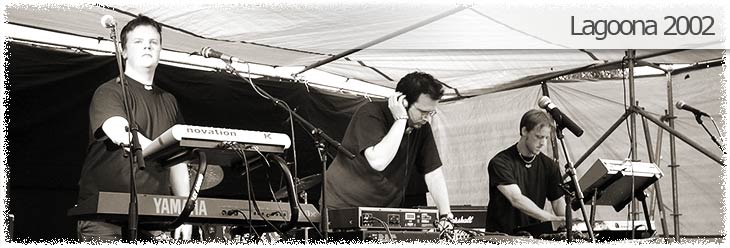
Lagoona live i Piteå, 2002. Från vänster: Andreas Viklund, DJ Isecore och Björn Bodin.

Lagoona var ett dance- och technoband bestående av musikproducenterna Andreas Viklund och Björn Bodin. Bandet hade sin bas i Porjus i Jokkmokks kommun, och var ett av de första som beskrev sig själva som ”nätmusiker” och släppte sin musik i MP3-format, gratis och lagligt att ladda ner. Detta gjorde bandet innan formatet blev populärt bland fildelare.

## Gruppens tidiga år
Gruppen började som The Solid Energy Crew, TSEC, och gjorde musik på demoscenen i trackerformat. Deras första två låtar släpptes i oktober 1996. Deras musik blev snabbt populär på Internet, och då de var en av få artister som släppte laglig MP3-musik så drog detta stor uppmärksamhet till bandet. Tidigt under 1998 släppte de sitt första album Dreams, döpt efter deras första stora online-hit från 1996. Skivan var fullständigt egenproducerad och släpptes på bandets eget skivbolag. Inkomsterna från detta album användes för att bygga en ordentlig studio, och med bytet från trackermiljö till professionellt framställd musik bytte man även namn från TSEC till Lagoona i oktober 1998.
Lagoona har framgångsrikt klättrat på flera stora MP3-listor på Internet. Två gånger har de legat etta på MP3.com:s dåvarande topplista, med The Journey och Emotions in Trance, båda under 2000, och de har haft minst 40 topp-20-hits, bland annat The Promised Land, som bäst låg tvåa. Under vissa perioder har Lagoona haft mer än 20 låtar på MP3.com som alla varit placerade i dance-topp-40-listan, och de har totalt haft mer än 2,4 miljoner låtspelningar enbart från MP3.com (7 miljoner om alla sajter som distribuerat deras musik räknas med). Detta gör Lagoona till ett av de mest framgångsrika internetbaserade banden i Sverige, tillsammans med artister som Aura Productions och Trance Control. Lagoona släppte också sin musik via andra siter som Weedshare.com och Javamusic.com, där de också nådde förstaplatser på topplistorna. De låg också på MP3charts topplista World Top 100 totalt två år i rad.

## Gruppens senare år
Mot slutet började Lagoona arbeta med tillsammans med olika sångerskor. Bandet spelade in två låtar med holländska sångerskan Lizanne Hennessey: Always in My Heart och Be My Friend, samt en låt med den svenska sångerskan Åsa Holmberg: Into My Dream. Åsa Holmberg har även stått på scen tillsammans med Lagoona under deras liveframträdanden. Totalt har Lagoona gjort mer än 30 liveframträdanden i norra Sverige. De har bland annat fått öppna för kända svenska artister som Markoolio och Da Buzz. Med sig på scen hade de DJ Magho (2000–2002) och DJ Isecore (2002–2004). Bandet har också haft några skivkontrakt, men har aldrig släppt ett kommersiellt album eller singel via dem. Deras första kommersiella release var en remix av Eskimos singel Dreaming of Me (In.Disc/Norskegram). De har även producerat musik åt den brittisk-australienska popstjärnan Gina G samt släppt singelspår på flera internationella samlingsalbum, varav det senaste finns på Cream of the Clubs 2004 (ZYX/DanceStreet) och A Trip in Trance 3 (Blue Dot). Dock har Lagoona själva alltid ansett sig vara icke-kommersiella.
Bland deras meriter kan nämnas att Final Destination blev  mest nedladdade låt 2003 på Beatmaka.com efter att ha hållit sig på topplistan i flera månader. Final Destination är också den enda Lagoona-låten där både Andreas Viklund och Björn Bodin sjunger. På Beatmakas 2004-lista nådde låten samma position. För år 2004 hade Lagoona tre låtar i topp 20 (Into My Dream kom som högst på 12:e plats). Lagoona knep även förstaplatsen på  Weedshares topplista med Into My Dream.
Lagoona splittrades 2004 och de två medlemmarna satsade i stället på andra projekt. Deras musik kan dock fortfarande hittas på nätet, via diverse fildelnings-program eller musiksajter. Den är fortfarande laglig och gratis att ladda hem. Den officiella sidan för musiken finns på Andreas Viklunds webbplats, som ersätter Lagoonas egen webbplats, som stängdes ner i februari 2006 efter att ha varit online i 10 år.

## Diskografi

### Album
- Dreams (1998, som The Solid Energy Crew)
- Magic Melodies (2000)
- The Journey (2000)
- Generations (2002)

Ett femte album betitlat Seventh Heaven producerades under 2003–2004 tillsammans med sångerskan Åsa Holmberg, men släpptes aldrig.

### Samlingar och remixer
- Tekno Magazine CD (1997, ett flertal moduler från TSEC)
- Eskimo - Dreaming of me (1999, CD-singel som hade en Lagoona-producerad remix)
- Beatmaka Club Attack 2 (2001, Show Me)
- Electronic Underground - best of MP3.com (2001)
- IncrediTrance #1 (2002, Hot for you)
- A Trip in Trance 2 (2002, TBO&Vegas remix av Show me)
- A Trip in Trance 3 (2003, Kaveh Azizis remix av Into my dream)
- Cream of the Clubs 2004 (2004, The promised land)

Förutom dessa produktioner har de två medlemmarna även släppt musik under sina egna namn samtidigt som Lagoona. Viklund var medlem i demogruppen Kosmic Free Music Foundation (KFMF), och har synts på flera av Kosmic Archives skivor, samt på musikdisken Return to Stage 9.